# Selección de fútbol de Andorra
La selección de fútbol de Andorra (en catalán, Selecció de futbol d'Andorra) es el equipo representativo del país en las competiciones oficiales. Su organización está a cargo de la Federación Andorrana de Fútbol, perteneciente a la UEFA. En junio de 2022 ocupaba el puesto 152.º de la clasificación FIFA, siendo el 50.º de los 55 miembros de la UEFA.

## Historia
Aunque jugó su primer partido en 1982, la selección nacional de Andorra fue reconocida por la FIFA y la UEFA en 1996. El 13 de noviembre de ese mismo año jugó su primer partido oficial contra Estonia en el Estadi Comunal d'Andorra. El resultado final fue de 1 a 6.

### Década del 2000
El primer triunfo de su historia fue el 26 de abril de 2000, contra Bielorrusia, por un marcador de 2-0 en un partido amistoso, y la segunda fue el 17 de abril de 2002, en un partido de local, jugando contra Albania, por un marcador de 2-0 en un partido también amistoso.

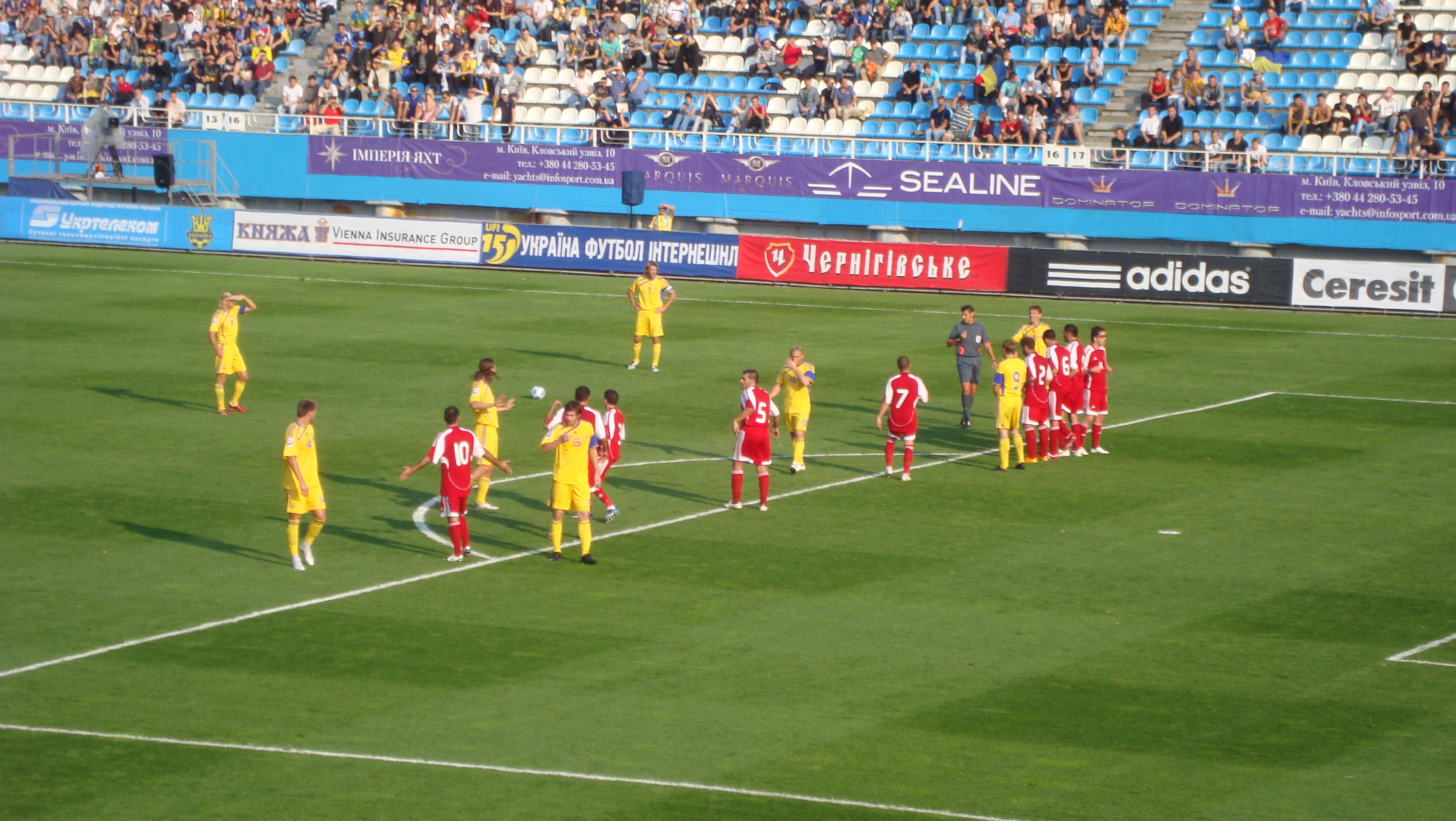
Partido ante en 2009.

La primera victoria de la Selección Andorrana de Fútbol en partido oficial (y tercero de su historia) fue contra Macedonia, el resultado fue 1-0 con gol de Marc Bernaus en el minuto 60 y se disputó el partido en el Estadio Comunal de Andorra la Vieja.
Su peor derrota fue ante la República Checa por 8-1 el 4 de junio de 2005 correspondiente a las eliminatorias para la Copa Mundial de Fútbol de 2006 y cayó en condición de visitante.
En la tabla final del proceso clasificatorio, Andorra quedó última sumando tan solo 5 puntos e, incluso, hasta el día de hoy aquel 8-1 ante Andorra es el mejor resultado de la República Checa en todos sus partidos jugados.

### Década del 2010

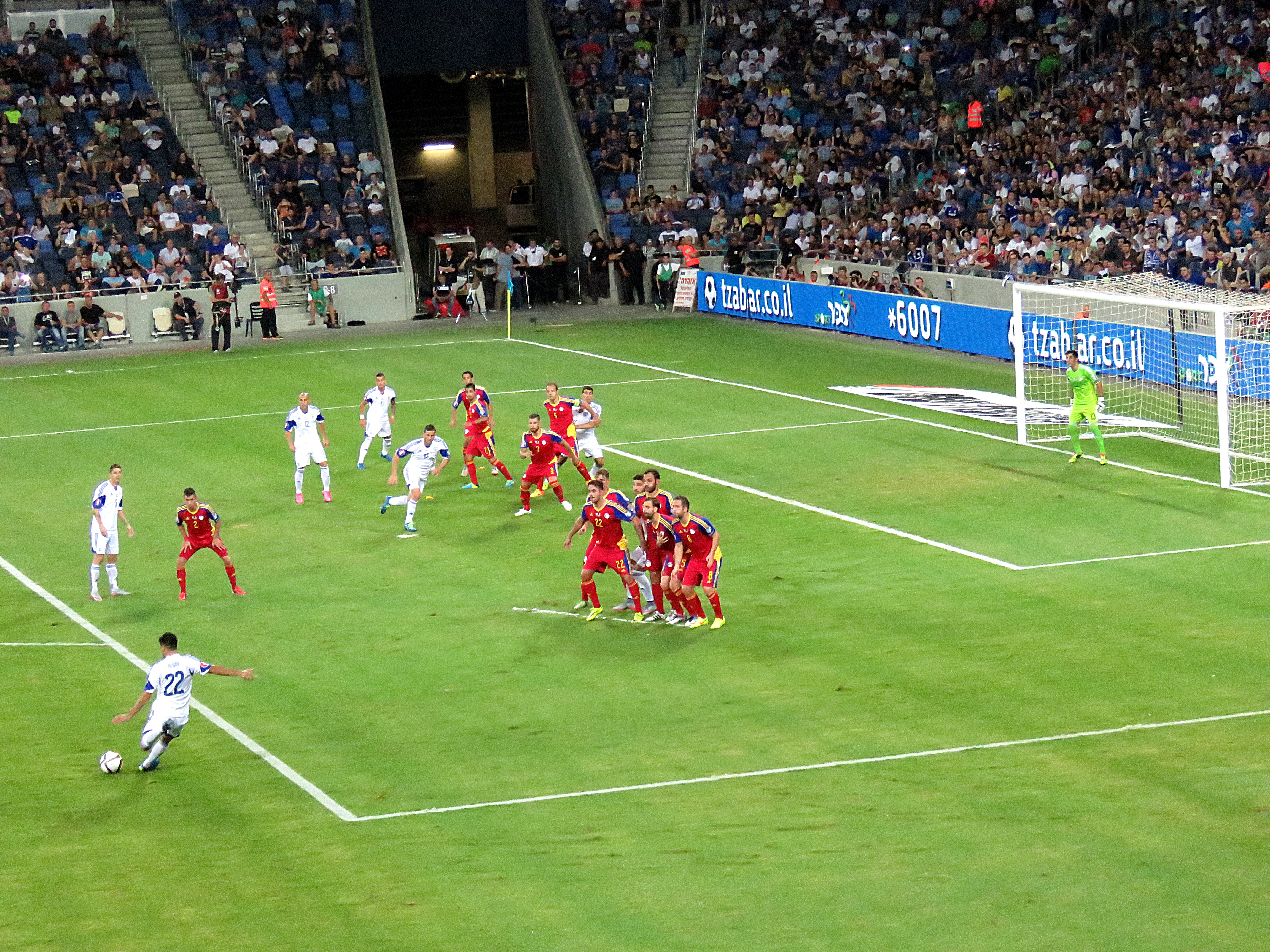
Partido ante en 2015.

En la clasificación para la Eurocopa 2012, Andorra quedó en el último lugar del grupo. La selección perdió como local ante la selección rusa por 0-2 en Andorra la Vieja, perdió ante Irlanda por 3-1 en Dublín, perdieron en condición de local ante Macedonia por 0-2, ante Eslovaquia por 0-1 y ante Armenia por 0-4 en Ereván.
En la clasificación para la Eurocopa 2016, Andorra se encuadró en el grupo B, junto a las selecciones de Bélgica, Bosnia-Herzegovina, Chipre, Gales e Israel.
Empezó el rumbo hacia la Eurocopa frente a Gales, perdiendo 1-2 en su estadio, con gol de Ildefons Lima de penal, para Andorra, y dos goles de Gareth Bale para Gales. Siguió la segunda fecha frente a Bélgica, con una decepcionante derrota 6-0, con dobletes de Kevin De Bruyne, y Dries Mertens, también anotaron Nacer Chadli y Divock Origi. En la tercera fecha se enfrentó frente Israel, con otra derrota, esta vez por 1-4, con gol de Ildefons Lima de penal para Andorra, y para Israel convirtieron Omer Damari, (con un triplete), y Tomer Hemed de penal. En la cuarta fecha, volvió a perder 5-0, frente a Chipre, con triplete de Giorgos Efrem, Giorgios Merkis, y de penal, Dimitris Christofi. En la quinta fecha jugó frente a Bosnia-Herzegovina, y volvió a perder, y otra vez por goleada 3-0, con triplete de Edin Džeko. En la sexta fecha, vuelve a caer frente a Chipre por 3-1.  Andorra quedó nuevamente eliminada.
El 22 de febrero de 2017 y después de 13 años sin conseguir una victoria se impuso en un partido amistoso a San Marino por 0-2. Ese fue el cuarto triunfo de su historia. El 9 de junio de 2017, consigue el quinto triunfo y el más importante de toda su historia: al vencer 1-0 a Hungría, en las Eliminatorias al Mundial de Rusia 2018.
El 21 de marzo de 2018, consigue su sexto triunfo al vencer por 1-0 a Liechtenstein, en un duelo amistoso. El 11 de octubre de 2019, Andorra consigue su séptimo triunfo al vencer por 1-0 a Moldavia, en la Clasificación para la Eurocopa 2020, rompiendo así una racha de 56 partidos sin victorias en una eliminatoria de Eurocopa.

### Década del 2020
El 12 de octubre de 2021, consigue su primera victoria a domicilio al vencer por 0-3 a San Marino en la clasificación para el Mundial de Catar de 2022, consiguiendo así también su mayor número de victorias en una fase de clasificación (2) y su mayor victoria en la historia.
En la fecha FIFA de marzo de 2022 obtuvo dos victorias seguidas ante las selecciones de San Cristóbal y Nieves y Granada por 1-0 en partidos amistosos, ambos de local en el Estadi Nacional.

## Desempeño en competiciones
Leyenda: PJ: Partidos jugados; PG: Partidos ganados; PE: Partidos empatados; PP: Partidos perdidos; GF: Goles a favor; GC: Goles en contra.

### Copa Mundial de Fútbol
| Año         | Récord Copa Mundial de Fútbol | Récord Copa Mundial de Fútbol | Récord Copa Mundial de Fútbol | Récord Copa Mundial de Fútbol | Récord Copa Mundial de Fútbol | Récord Copa Mundial de Fútbol | Récord Copa Mundial de Fútbol |              | Récord Clasificación para la Copa Mundial | Récord Clasificación para la Copa Mundial | Récord Clasificación para la Copa Mundial | Récord Clasificación para la Copa Mundial | Récord Clasificación para la Copa Mundial | Récord Clasificación para la Copa Mundial | Récord Clasificación para la Copa Mundial |
| Año         | Ronda                         | PJ                            | PG                            | PE                            | PP                            | GF                            | GC                            | Pos.         | PJ                                        | PG                                        | PE                                        | PP                                        | GF                                        | GC                                        |                                           |
| ----------- | ----------------------------- | ----------------------------- | ----------------------------- | ----------------------------- | ----------------------------- | ----------------------------- | ----------------------------- | ------------ | ----------------------------------------- | ----------------------------------------- | ----------------------------------------- | ----------------------------------------- | ----------------------------------------- | ----------------------------------------- | ----------------------------------------- |
| 1930 a 1998 | No participó                  | No participó                  | No participó                  | No participó                  | No participó                  | No participó                  | No participó                  | No participó | No participó                              | No participó                              | No participó                              | No participó                              | No participó                              | No participó                              |                                           |
| 2002        | No clasificó                  | No clasificó                  | No clasificó                  | No clasificó                  | No clasificó                  | No clasificó                  | No clasificó                  | 6.º          | 10                                        | 0                                         | 0                                         | 10                                        | 5                                         | 36                                        |                                           |
| 2006        | No clasificó                  | No clasificó                  | No clasificó                  | No clasificó                  | No clasificó                  | No clasificó                  | No clasificó                  | 7.º          | 12                                        | 1                                         | 2                                         | 9                                         | 4                                         | 34                                        |                                           |
| 2010        | No clasificó                  | No clasificó                  | No clasificó                  | No clasificó                  | No clasificó                  | No clasificó                  | No clasificó                  | 6.º          | 10                                        | 0                                         | 0                                         | 10                                        | 3                                         | 39                                        |                                           |
| 2014        | No clasificó                  | No clasificó                  | No clasificó                  | No clasificó                  | No clasificó                  | No clasificó                  | No clasificó                  | 6.º          | 10                                        | 0                                         | 0                                         | 10                                        | 0                                         | 30                                        |                                           |
| 2018        | No clasificó                  | No clasificó                  | No clasificó                  | No clasificó                  | No clasificó                  | No clasificó                  | No clasificó                  | 6.º          | 10                                        | 1                                         | 1                                         | 8                                         | 2                                         | 23                                        |                                           |
| 2022        | No clasificó                  | No clasificó                  | No clasificó                  | No clasificó                  | No clasificó                  | No clasificó                  | No clasificó                  | 5.º          | 10                                        | 2                                         | 0                                         | 8                                         | 8                                         | 24                                        |                                           |
| 2026        | En disputa                    | En disputa                    | En disputa                    | En disputa                    | En disputa                    | En disputa                    | En disputa                    | En disputa   | En disputa                                | En disputa                                | En disputa                                | En disputa                                | En disputa                                | En disputa                                |                                           |
| Totals      | 0/22                          | –                             | –                             | –                             | –                             | –                             | –                             | –            | 62                                        | 4                                         | 3                                         | 55                                        | 22                                        | 186                                       |                                           |

### Eurocopa
| Año         | Récord Eurocopa | Récord Eurocopa | Récord Eurocopa | Récord Eurocopa | Récord Eurocopa | Récord Eurocopa | Récord Eurocopa |              | Récord Clasificación para la Eurocopa | Récord Clasificación para la Eurocopa | Récord Clasificación para la Eurocopa | Récord Clasificación para la Eurocopa | Récord Clasificación para la Eurocopa | Récord Clasificación para la Eurocopa | Récord Clasificación para la Eurocopa |
| Año         | Ronda           | PJ              | PG              | PE              | PP              | GF              | GC              | Pos.         | PJ                                    | PG                                    | PE                                    | PP                                    | GF                                    | GC                                    |                                       |
| ----------- | --------------- | --------------- | --------------- | --------------- | --------------- | --------------- | --------------- | ------------ | ------------------------------------- | ------------------------------------- | ------------------------------------- | ------------------------------------- | ------------------------------------- | ------------------------------------- | ------------------------------------- |
| 1960 a 1996 | No participó    | No participó    | No participó    | No participó    | No participó    | No participó    | No participó    | No participó | No participó                          | No participó                          | No participó                          | No participó                          | No participó                          | No participó                          |                                       |
| 2000        | No clasificó    | No clasificó    | No clasificó    | No clasificó    | No clasificó    | No clasificó    | No clasificó    | 6.º          | 10                                    | 0                                     | 0                                     | 10                                    | 3                                     | 28                                    |                                       |
| 2004        | No clasificó    | No clasificó    | No clasificó    | No clasificó    | No clasificó    | No clasificó    | No clasificó    | 5.º          | 8                                     | 0                                     | 0                                     | 8                                     | 1                                     | 18                                    |                                       |
| 2008        | No clasificó    | No clasificó    | No clasificó    | No clasificó    | No clasificó    | No clasificó    | No clasificó    | 7.º          | 12                                    | 0                                     | 0                                     | 12                                    | 2                                     | 42                                    |                                       |
| 2012        | No clasificó    | No clasificó    | No clasificó    | No clasificó    | No clasificó    | No clasificó    | No clasificó    | 6.º          | 10                                    | 0                                     | 0                                     | 10                                    | 1                                     | 25                                    |                                       |
| 2016        | No clasificó    | No clasificó    | No clasificó    | No clasificó    | No clasificó    | No clasificó    | No clasificó    | 6.º          | 10                                    | 0                                     | 0                                     | 10                                    | 4                                     | 36                                    |                                       |
| 2020        | No clasificó    | No clasificó    | No clasificó    | No clasificó    | No clasificó    | No clasificó    | No clasificó    | 5.º          | 10                                    | 1                                     | 1                                     | 8                                     | 3                                     | 20                                    |                                       |
| 2024        | No clasificó    | No clasificó    | No clasificó    | No clasificó    | No clasificó    | No clasificó    | No clasificó    | 6.º          | 10                                    | 0                                     | 2                                     | 8                                     | 3                                     | 20                                    |                                       |
| Totals      | 0/17            | –               | –               | –               | –               | –               | -               | –            | 70                                    | 1                                     | 3                                     | 66                                    | 17                                    | 189                                   |                                       |

### Liga de Naciones de la UEFA
| Liga de Naciones de la UEFA | Liga de Naciones de la UEFA | Liga de Naciones de la UEFA | Liga de Naciones de la UEFA | Liga de Naciones de la UEFA | Liga de Naciones de la UEFA | Liga de Naciones de la UEFA | Liga de Naciones de la UEFA | Liga de Naciones de la UEFA | Liga de Naciones de la UEFA |
| Año                         | División                    | Posición                    | PJ                          | PG                          | PE                          | PP                          | GF                          | GC                          | Ranking                     |
| --------------------------- | --------------------------- | --------------------------- | --------------------------- | --------------------------- | --------------------------- | --------------------------- | --------------------------- | --------------------------- | --------------------------- |
| 2018-19                     | D                           | 4.º                         | 6                           | 0                           | 4                           | 2                           | 2                           | 9                           | 53.º                        |
| 2020-21                     | D                           | 4.º                         | 6                           | 0                           | 2                           | 4                           | 1                           | 11                          | 55.º                        |
| 2022-23                     | D                           | 3.º                         | 6                           | 2                           | 2                           | 2                           | 6                           | 7                           | 53.º                        |
| 2024-25                     | D                           | 3º                          | 4                           | 0                           | 1                           | 3                           | 0                           | 4                           | 55º                         |
| Total                       | Total                       | Total                       | 22                          | 2                           | 9                           | 11                          | 9                           | 31                          | 53.º                        |

## Últimos y próximos encuentros
Actualizado al último partido jugado el 10 de junio de 2025
| Fecha      | Ciudad           | Competición                                        | Racha | Local      |                       | Resultado |                       | Visitante  |
| ---------- | ---------------- | -------------------------------------------------- | ----- | ---------- | --------------------- | --------- | --------------------- | ---------- |
| 16/11/2024 | Andorra la Vieja | Liga de las Naciones de la UEFA 2024-25            | No    | Andorra    | Bandera de Andorra    | 0:1       | Bandera de Moldavia   | Moldavia   |
| 19/11/2024 | Ta Qali          | Liga de Naciones de la UEFA 2024-25                |       | Malta      | Bandera de Malta      | 0:0       | Bandera de Andorra    | Andorra    |
| 21/3/2025  | Andorra la Vieja | Clasificación de UEFA para la Copa Mundial de 2026 | No    | Andorra    | Bandera de Andorra    | 0:1       | Bandera de Letonia    | Letonia    |
| 24/3/2025  | Tirana           | Clasificación de UEFA para la Copa Mundial de 2026 | No    | Albania    | Bandera de Albania    | 3:0       | Bandera de Andorra    | Andorra    |
| 7/6/2025   | Barcelona        | Clasificación de UEFA para la Copa Mundial de 2026 | No    | Andorra    | Bandera de Andorra    | 0:1       | Bandera de Inglaterra | Inglaterra |
| 10/6/2025  | Leskovac         | Clasificación de UEFA para la Copa Mundial de 2026 | No    | Serbia     | Bandera de Serbia     | 3:0       | Bandera de Andorra    | Andorra    |
| 6/9/2025   | -                | Clasificación de UEFA para la Copa Mundial de 2026 |       | Inglaterra | Bandera de Inglaterra | :         | Bandera de Andorra    | Andorra    |
| 11/10/2025 | -                | Clasificación de UEFA para la Copa Mundial de 2026 |       | Letonia    | Bandera de Letonia    | :         | Bandera de Andorra    | Andorra    |
| 14/10/2025 | Andorra la Vieja | Clasificación de UEFA para la Copa Mundial de 2026 |       | Andorra    | Bandera de Andorra    | :         | Bandera de Serbia     | Serbia     |
| 13/11/2025 | Andorra la Vieja | Clasificación de UEFA para la Copa Mundial de 2026 |       | Andorra    | Bandera de Andorra    | :         | Bandera de Albania    | Albania    |

## Récord ante otras selecciones
Actualizado el 7 de junio de 2025.
| Rival                  | J   | G  | E  | P   | GF | GC  | DG   |
| ---------------------- | --- | -- | -- | --- | -- | --- | ---- |
| Albania                | 8   | 1  | 1  | 6   | 4  | 14  | −10  |
| Armenia                | 8   | 0  | 1  | 7   | 2  | 20  | −18  |
| Austria                | 1   | 0  | 0  | 1   | 0  | 1   | −1   |
| Azerbaiyán             | 5   | 0  | 4  | 1   | 1  | 2   | −1   |
| Bielorrusia            | 6   | 1  | 1  | 4   | 4  | 12  | −8   |
| Bolivia                | 1   | 0  | 0  | 1   | 0  | 1   | −1   |
| Bosnia y Herzegovina   | 2   | 0  | 0  | 2   | 0  | 6   | −6   |
| Brasil                 | 1   | 0  | 0  | 1   | 0  | 3   | −3   |
| Bulgaria               | 2   | 0  | 0  | 2   | 1  | 5   | −4   |
| Bélgica                | 4   | 0  | 0  | 4   | 1  | 14  | −13  |
| Cabo Verde             | 2   | 0  | 1  | 1   | 1  | 2   | −1   |
| Catar                  | 1   | 0  | 0  | 1   | 0  | 1   | −1   |
| China                  | 1   | 0  | 1  | 0   | 0  | 0   | 0    |
| Chipre                 | 5   | 0  | 0  | 5   | 3  | 17  | −14  |
| Croacia                | 6   | 0  | 0  | 6   | 0  | 24  | −24  |
| Emiratos Árabes Unidos | 1   | 0  | 1  | 0   | 0  | 0   | 0    |
| Eslovaquia             | 2   | 0  | 0  | 2   | 0  | 2   | −2   |
| España                 | 2   | 0  | 0  | 2   | 0  | 9   | −9   |
| Estonia                | 12  | 0  | 0  | 12  | 5  | 28  | −23  |
| Finlandia              | 2   | 0  | 1  | 1   | 0  | 3   | −3   |
| Francia                | 5   | 0  | 0  | 5   | 0  | 14  | −14  |
| Gabón                  | 1   | 0  | 0  | 1   | 0  | 2   | −2   |
| Gales                  | 2   | 0  | 0  | 2   | 1  | 4   | −3   |
| Georgia                | 2   | 0  | 1  | 1   | 1  | 4   | −3   |
| Gibraltar              | 3   | 0  | 1  | 2   | 0  | 2   | −2   |
| Granada                | 1   | 1  | 0  | 0   | 1  | 0   | +1   |
| Guinea Ecuatorial      | 1   | 0  | 0  | 1   | 0  | 1   | −1   |
| Hungría                | 6   | 1  | 0  | 5   | 3  | 17  | −14  |
| Indonesia              | 1   | 0  | 0  | 1   | 0  | 1   | −1   |
| Inglaterra             | 7   | 0  | 0  | 7   | 0  | 26  | −26  |
| Irlanda                | 5   | 0  | 0  | 5   | 3  | 15  | −12  |
| Irlanda del Norte      | 1   | 0  | 0  | 1   | 0  | 2   | −2   |
| Islandia               | 7   | 0  | 0  | 7   | 0  | 18  | −18  |
| Islas Feroe            | 5   | 0  | 2  | 3   | 0  | 4   | −4   |
| Israel                 | 6   | 0  | 0  | 6   | 3  | 18  | −15  |
| Kazajistán             | 3   | 0  | 1  | 2   | 2  | 7   | −5   |
| Kosovo                 | 2   | 0  | 1  | 1   | 1  | 4   | −3   |
| Letonia                | 12  | 0  | 4  | 8   | 2  | 24  | −22  |
| Liechtenstein          | 4   | 3  | 0  | 1   | 5  | 2   | 3    |
| Lituania               | 2   | 0  | 0  | 2   | 1  | 7   | −6   |
| Macedonia del Norte    | 6   | 1  | 1  | 4   | 1  | 9   | −8   |
| Malta                  | 6   | 0  | 4  | 2   | 3  | 6   | −3   |
| Moldavia               | 10  | 1  | 2  | 7   | 4  | 13  | −9   |
| Países Bajos           | 6   | 0  | 0  | 6   | 0  | 21  | −21  |
| Polonia                | 3   | 0  | 0  | 3   | 1  | 11  | −10  |
| Portugal               | 6   | 0  | 0  | 6   | 1  | 29  | −28  |
| República Checa        | 2   | 0  | 0  | 2   | 1  | 12  | −11  |
| Rumania                | 6   | 0  | 0  | 6   | 1  | 21  | −20  |
| Rusia                  | 6   | 0  | 0  | 6   | 2  | 21  | −19  |
| San Cristóbal y Nieves | 2   | 1  | 0  | 1   | 1  | 1   | 0    |
| San Marino             | 4   | 4  | 0  | 0   | 9  | 0   | +9   |
| Sudáfrica              | 1   | 0  | 1  | 0   | 1  | 1   | 0    |
| Suiza                  | 4   | 0  | 0  | 4   | 2  | 10  | −8   |
| Turquía                | 4   | 0  | 0  | 4   | 0  | 10  | −10  |
| Ucrania                | 4   | 0  | 0  | 4   | 0  | 17  | −17  |
| Total                  | 219 | 14 | 29 | 176 | 72 | 522 | −450 |

## Jugadores

### Última convocatoria
Jugadores citados para los partidos contra Letonia y Albania de los días 21 y 24 de marzo de 2025.
| No. | Pos. | Jugador            | Fecha de nacimiento (edad)         | Apa. | Goles | Club               |
| --- | ---- | ------------------ | ---------------------------------- | ---- | ----- | ------------------ |
| 1   | POR  | Josep Gómes        | 3 de diciembre de 1985 (39 años)   | 86   | 0     | FC Santa Coloma    |
| 12  | POR  | Iker Álvarez       | 25 de julio de 2001 (23 años)      | 31   | 0     | Villarreal B       |
| 13  | POR  | Xisco Pires        | 25 de enero de 1998 (27 años)      | 4    | 0     | Ordino             |
|     |      |                    |                                    |      |       |                    |
| 2   | DEF  | Biel Borra         | 22 de octubre de 2005 (19 años)    | 6    | 0     | L'Escala           |
| 4   | DEF  | Kiko Pomares       | 21 de septiembre de 1998 (26 años) | 8    | 0     | Tarancón           |
| 5   | DEF  | Max Llovera        | 8 de enero de 1997 (28 años)       | 62   | 1     | San Cristóbal      |
| 6   | DEF  | Christian García   | 4 de febrero de 1999 (26 años)     | 22   | 0     | UE Santa Coloma    |
| 10  | DEF  | Adrián da Cunha    | 16 de mayo de 2001 (24 años)       | 7    | 0     | UE Santa Coloma    |
| 15  | DEF  | Moisés San Nicolás | 17 de septiembre de 1993 (31 años) | 89   | 0     | FC Santa Coloma    |
| 18  | DEF  | Txus Rubio         | 9 de septiembre de 1994 (30 años)  | 47   | 1     | UE Santa Coloma    |
| 21  | DEF  | Marc García        | 21 de marzo de 1988 (37 años)      | 73   | 0     | Fraga              |
| 22  | DEF  | Ian Olivera        | 5 de octubre de 2004 (20 años)     | 9    | 0     | Barbastro          |
|     |      |                    |                                    |      |       |                    |
| 7   | MED  | Marc Pujol         | 21 de agosto de 1982 (42 años)     | 122  | 5     | Atlètic d'Escaldes |
| 8   | MED  | Pau Babot          | 20 de agosto de 2003 (21 años)     | 3    | 0     | Hanauer            |
| 16  | MED  | Albert Reyes       | 24 de marzo de 1996 (29 años)      | 5    | 0     | Ordino             |
| 17  | MED  | Joan Cervós        | 24 de febrero de 1998 (27 años)    | 65   | 1     | San Cristóbal      |
| 19  | MED  | Marc Rebés         | 3 de julio de 1994 (30 años)       | 66   | 3     | Pas de la Casa     |
| 20  | MED  | João Teixeira      | 17 de julio de 1996 (28 años)      | 11   | 0     | Pas de la Casa     |
| 23  | MED  | Hugo Ferreira      | 12 de julio de 2004 (20 años)      | 0    | 0     | FC Santa Coloma    |
|     |      |                    |                                    |      |       |                    |
| 3   | DEL  | Guillaume Lopez    | 30 de enero de 1999 (26 años)      | 1    | 0     | Inter d'Escaldes   |
| 9   | DEL  | Ricard Fernández   | 19 de marzo de 1999 (26 años)      | 50   | 2     | UE Santa Coloma    |
| 11  | DEL  | Albert Rosas       | 19 de agosto de 2002 (22 años)     | 22   | 5     | Atlético Baleares  |
| 14  | DEL  | Aron Rodrigo       | 7 de octubre de 2004 (20 años)     | 2    | 0     | Huesca B           |

### Más presencias

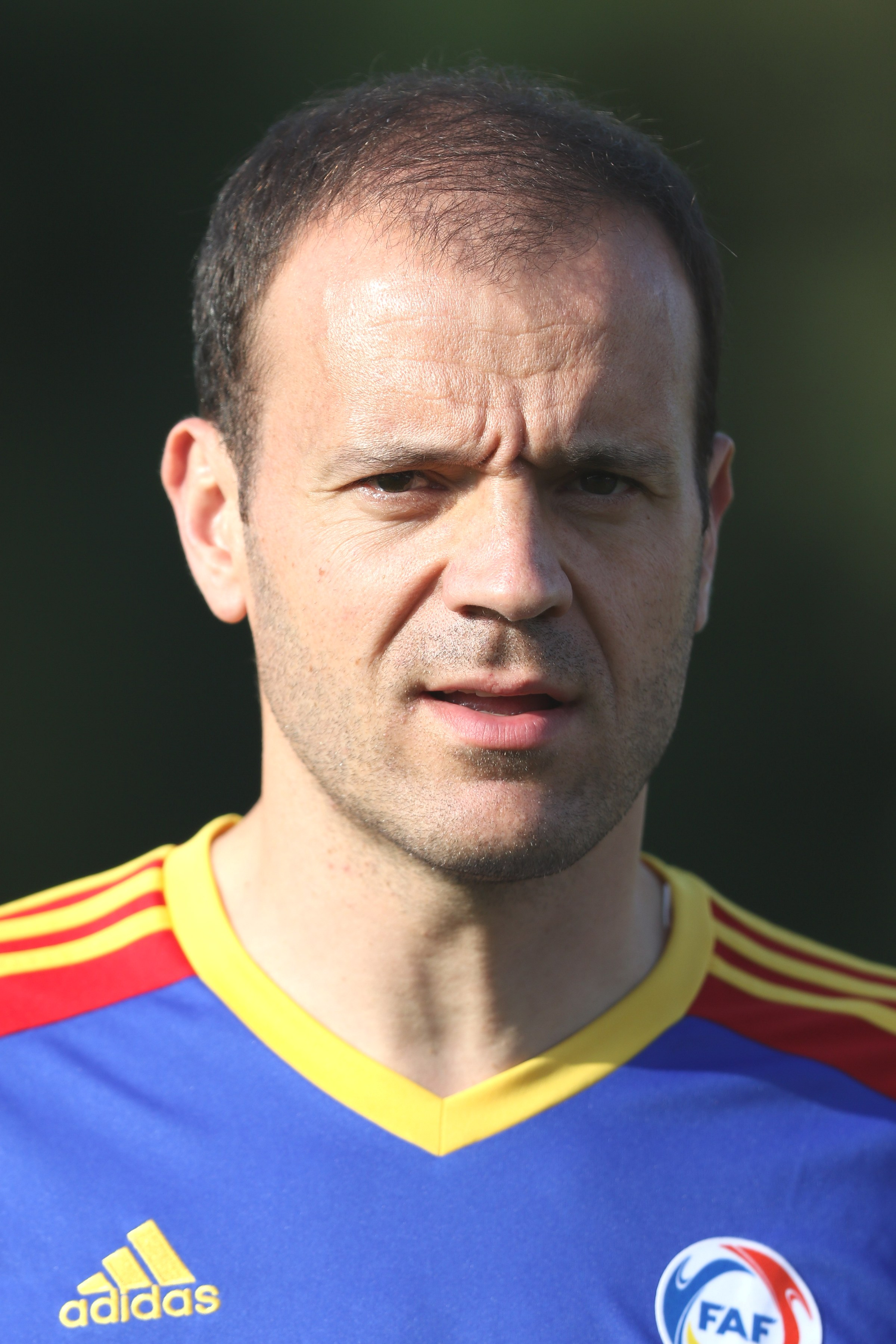
Ildefons Lima jugador con más goles y más presencias en la selección andorrana.

Actualizado el 19 de noviembre de 2024
| Puesto | Jugador                 | Partidos | Goles | Periodo   |
| ------ | ----------------------- | -------- | ----- | --------- |
| 1      | Ildefons Lima           | 137      | 11    | 1997-2023 |
| 2      | Márcio Vieira           | 129      | 2     | 2005-     |
| 3      | Marc Pujol              | 121      | 5     | 2000-     |
| 4      | Óscar Sonejee           | 106      | 4     | 1997-2015 |
| 5      | Marc Vales              | 97       | 5     | 2008-     |
| 6      | Moisés San Nicolás      | 87       | 0     | 2012-     |
| 7      | Josep Gómes             | 86       | 0     | 2006-     |
| 8      | Josep Ayala             | 84       | 0     | 2002-2017 |
| 9      | Manolo Jiménez          | 79       | 1     | 1998-2012 |
| 10     | Koldo Álvarez de Eulate | 78       | 0     | 1998-2009 |
| 11     | Cristian Martínez       | 77       | 5     | 2009-2021 |
| 12     | Max Llovera             | 77       | 1     | 2015-     |

### Máximos goleadores
Actualizado el 19 de noviembre de 2024
| Puesto | Jugador           | Partidos | Goles | Periodo   |
| ------ | ----------------- | -------- | ----- | --------- |
| 1      | Ildefons Lima     | 137      | 11    | 1997-2023 |
| 2      | Albert Rosas      | 20       | 5     | 2021-     |
|        | Cristian Martínez | 77       | 5     | 2009-2021 |
|        | Marc Vales        | 97       | 5     | 2008-     |
|        | Marc Pujol        | 121      | 5     | 2000-     |
| 6      | Óscar Sonejee     | 106      | 4     | 1997-2015 |
| 7      | Jesús Lucendo     | 29       | 3     | 1996-2003 |
|        | Emiliano González | 37       | 3     | 1998-2003 |
|        | Marc Rebés        | 64       | 3     | 2015-     |
|        | Jordi Aláez       | 61       | 3     | 2016-     |

## Seleccionadores
- Isidre Codina (1996)[11]
- Manoel Miluir (1997–1999)[11]
- David Rodrigo (1999–2009)[11]
- Koldo Álvarez (2010–presente)[11]